# Head Bangya!!
"Head Bangya!!" (ヘドバンギャー！！, Hedobangyā!!), antes conhecido como "Headbangeeeeerrrrr!!!!!", é o segundo single independente lançado pelo grupo japonês de kawaii metal Babymetal. Foi lançado em 4 de julho de 2012 através da Jūonbu, sub-gravadora da Toy's Factory, como terceiro single para o álbum Babymetal (2014). Esse foi o primeiro single solo do grupo. Como lado B do single, uma canção inédita intitulada "Uki Uki Midnight" foi incluída. "Uki Uki Midnight" é considera uma sequência à "Doki Doki Morning". De acordo com Su-metal, as canções supracitadas são "duas partes de um dia pacífico".

## Antecedentes
Em 14 de junho de 2012, foi anunciado o lançamento do single, juntamente com a participação do grupo na 13ª edição da campanha de pôsteres promocionais No Music, No Idol?; campanha criada em abril de 2011 pela Tower Records, inicialmente com um pôster do Sakura Gakuin. A campanha foi organizada em seis filiais da Tower Records, onde os pôsteres foram colocadas às paredes dos estabelecimentos, como forma de divulgação, além de serem distribuídos aos fãs ao adquirir o single. A faixa título foi estreada ao vivo em 23 de junho de 2012, durante a apresentação do grupo no evento Tower Records Presents Pop'n Idol 02.

## Divulgação
Em 7 e 8 de julho de 2012, o grupo apresentou-se em Osaka e Nagoia com uma série de dois concertos em divulgação do single, intitulada Head Bangya Journey!!. Ainda em julho, no dia 14, o grupo realizou um evento especial intitulado Uki Uki Afternoon, limitado à fãs com ingressos especiais limitados. Durante o evento, o grupo apresentou-se como DJ. Mais tarde naquele mês, no dia 21, o grupo realizou um concerto especial intitulado Legend~Corset Matsuri, na casa de concertos Super Live Space rockmaykan em Meguro, Tóquio. Os ingressos para o concerto foram distribuídos de forma limitada, em uma loteria especial. Para adentrar à casa, foi necessário o corset distribuído nas edições limitadas do single.

## Composição
"Head Bangya!!" é uma canção de thrash metal, sendo comparada ao som do movimento de thrash metal da Bay Area. A canção fala sobre o aniversário de 15 anos de Su-metal: "Essa noite especial dos meus quinze [anos] / nunca esquecerei / Todos os chorões, saiam daqui!".
"Uki Uki Midnight", lado B do single, é uma faixa de metalcore com uma ponte de dubstep que incorpora uma melodia de "Twinkle Twinkle Little Star"; sua letra tem uma temática fofa, com trechos como "Lula! lula! Eu quero comer braços de lula!", "Vamos para uma de nossas casas com algum lanche" e "Por que não ir se divertindo juntos?".

## Vídeo musical
O vídeo musical para a faixa título, dirigido por Hidenobu Tanabe (田辺秀伸), quem seria nomeado Melhor Diretor daquele ano (2012) na Space Shower Music Video Awards, narra a história de uma garota de 15 anos que encontra o lendário neck corset em uma misteriosa caixa que cai de cima sobre ela. De repente, o corset pula de suas mãos, envolve-se em torno de seu pescoço e transforma-a na "Head Bangya!!". A edição limitada do single, na verdade, vem em uma caixa que inclui um neck corset para treinamento de headbanging.

## Faixas
O single foi lançado em duas edições: uma regular (CD) e uma limitada (CD+neck corset para treinamento de headbanging). A edição limitada, que chama-se "Head Bangya!! (Hedo-ban)", faz uma brincadeira com a palavra Ban (Ban, em japonês, significa edição, disco). As faixas para ambas as edições são as mesmas. A edição regular do single foi lançada em formato enhanced CD, contendo um vídeo bônus intitulado "Babymetal Death".
Informações sobre os compositores, letristas e arranjistas retiradas diretamente do encarte do single.
| CD single      |                                                                                                   |                      |                |                |         |  |
| N.º            | Título                                                                                            | Letras               | Música         | Arranjo        | Duração |  |
| 1.             | "Head Bangya!!" (ヘドバンギャー！！)                                                              | Edometal Nakametal   | Narasaki       | Narametal      | 4:02    |  |
| 2.             | "Uki Uki Midnight" (ウ・キ・ウ・キ★ミッドナイト)                                                  | Ryu-metal Fuji-metal | Team K         | Yuyoyuppe      | 3:20    |  |
| 3.             | "Head Bangya!! (Air Vocal ver.)" (ヘドバンギャー！！（Air Vocal ver.）; instrumental)             |                      |                |                | 4:02    |  |
| 4.             | "Uki Uki Midnight (Air Vocal ver.)" (ウ・キ・ウ・キ★ミッドナイト（Air Vocal ver.）; instrumental) |                      |                |                | 3:20    |  |
| Duração total: | Duração total:                                                                                    | Duração total:       | Duração total: | Duração total: | 14:44   |  |

### Pessoal
Babymetal
- Su-metal - Vocais, Dança
- Yuimetal - Screams, Dança
- Moametal - Screams, Dança

### Créditos
Créditos retirados diretamente do encarte do single.
Detalhes gerais
- Single produzido por Millennium JAPAN

"Head Bangya!!"
- Gravado e mixado por Seiji Toda (S.O.L.I.D Sound Lab) no Heart Beat Recording Studio

"Uki Uki Midnight"
- Gravado por Seiji Toda (S.O.L.I.D Sound Lab) no Heart Beat Recording Studio
- Mixado por Yuyoyuppe

Arte do encarte
- Direção de arte e design: Metalnaka Shimon, Arimetal
- Ilustração: Metalnaka Shimon
- Coordenação de trabalho de arte: Kumico Watanabe (SMC)

## Críticas
| Críticas profissionais             | Críticas profissionais |
| Avaliações da crítica              | Avaliações da crítica  |
| Fonte                              | Avaliação              |
| ---------------------------------- | ---------------------- |
| Rolling Stone Japan (Namba Kazumi) | [ 26 ]                 |

Namba Kazumi, da revista Rolling Stone Japan, citou que imaginou "[...] algo de metal só em ver o nome [da canção]. Apesar da mistura maravilhosa entre metal e humor, o som é profissional. A mistura de gritos fofos, vocais guturais, e headbanging só se conclui nesse grupo".

## Desempenho nas paradas musicais
| Parada (2012)                                              | Melhor posição |
| ---------------------------------------------------------- | -------------- |
| Japão (Billboard Japan Hot Singles Sales)                  | 19             |
| Japão (Billboard Japan Top Independent Albums and Singles) | 3              |
| Japão (Oricon Weekly Indie Chart)                          | 3              |
| Japão (Oricon Weekly Singles Chart)                        | 20             |
| Japão (Tower Records Weekly Indie Chart)                   | 3              |
| Japão (Tower Records Weekly Singles Chart)                 | 7              |

| Parada (2012)                      | Melhor posição |
| ---------------------------------- | -------------- |
| Japão (Oricon Daily Indie Chart)   | 1              |
| Japão (Oricon Daily Singles Chart) | 14             |

## Histórico de lançamento
| Região | Data                | Formato                                                   | Gravadora     |
| ------ | ------------------- | --------------------------------------------------------- | ------------- |
| Mundo  | 4 de julho de 2012  | CD single (somente no Japão)                              | Jūonbu        |
| Mundo  | 4 de julho de 2012  | Download digital (mundialmente, via iTunes)               | Toy's Factory |
| Mundo  | 5 de agosto de 2014 | Download digital (mundialmente, via Amazon Digital Store) | Toy's Factory |